# IV Brygada Litewsko-Białoruska
IV Brygada Litewsko-Białoruska (IV BLB) – oddział piechoty Wojska Polskiego w  II Rzeczypospolitej.

## Organizacja brygady
Struktura w lipcu 1920:
- Dowództwo brygady
  - Słucki pułk strzelców
  - Białostocki pułk strzelców

## Obsada personalna
Dowódcy brygady
- płk Stefan Pasławski[1]